# Tratado de Ganyá
El tratado de Ganyá (del ruso: Гянджинский договор), en persa: پیمان گنجه‎ fue un tratado firmado el 10 de marzo de 1735 entre el Imperio ruso y la Persia safávida en la ciudad de Ganyá (actual Azerbaiyán), como resultado de las negociaciones del príncipe Serguéi Golitsyn y del virrey Nader Kan.
El tratado se enmarcaba en el contexto de la guerra turco-persa de 1730-1736 y en vísperas de la guerra ruso-turca de 1735-1739. De acuerdo a sus condiciones, Rusia se comprometía a devolver Bakú y Derbent con sus tierras contiguas a cambio de la promesa persa de no cederlas a ninguna otra potencia y continuar la guerra contra el Imperio otomano hasta que hubieran reconquistado las tierras ocupadas por los turcos. Ambas potencias se obligaban a no concluir la paz por separado con Turquía y tener amistad, teniendo a los mismos amigos y enemigos, prometiéndose auxilio militar en las guerras. 
Por el tratado, Persia confirmaba el anterior tratado de Resht (21 de enero de 1732), con ventajas comerciales para los mercaderes rusos, que no serían molestados, y por el que Rusia renunciaba a las provincias de Guilán, Mazandarán y Astrabad y Persia reconocía a Vajtang VI de Kartli, exiliado en Rusia.
El tratado proporcionaba al Imperio ruso una ventaja diplomática de cara a la guerra ruso-turca de 1735-1739 y para el gobernante persa era un respiro en la frontera occidental de su imperio. Las condiciones del tratado de Ganyá serían violadas por Nader Kan, que a finales de 1735 inició las negociaciones de paz separada con Turquía, concertándola en 1736 por el Tratado de Constantinopla.